# СОНМ (издателство)
Издателство „СОНМ“ е създадено през 1993 г. Негов директор е Веселин Праматаров – графичен дизайнер и художник, а главна редакторка – преводачката Тодорка Минева.
Издателството е член на Българското общество на хуманитарните издатели (БОХИ).
Издателство СОНМ си сътрудничи с Национален фонд „Култура“, френския Национален център на книгата, швейцарската фондация „Про Хелвеция“, Канадския център на изкуствата, Фонда за подпомагане на издателски проекти от Централна и Източна Европа в Амстердам, културните центрове на Полша, Франция и Унгария в гр. София и др.

## Издателски профил
Издателството предлага трудове от областта на хуманитарните науки – антична и съвременна философия, литературна критика, теология и история на идеите, социология и история, изследвания на рода, както и съвременна европейска художествена литература.

### Автори
Съществена част от предлаганите СОНМ заглавия съставляват преводите на произведения на Аристотел, Платон, Емил Дюркем, Морис Мерло-Понти, Мирча Елиаде, Еманюел Левинас, Пол Рикьор, Жан Старобински, Лешек Колаковски, Чарлз Тейлър, Томас Мъртън, Марк Блок, Едуард Халет Кар, Леон Поляков, Петер Естерхази, Петер Надаш и мн. други.
Сред българските автори на издателството са класическите филолози Димка Гичева-Гочева и Невена Панова, както и авторите на художествена проза и поезия Амелия Личева, Красимир Симеонов и Калоян Праматаров.

## Поредици
Важни поредици на издателството са „Ризома“, „Гласове“ и „Литературно пространство“.
Поредица „Литературно пространство“ съдържа ярки творби на изтъкнати съвременни европейски писатели, малко познати на българския читател. В нея са публикувани автори като Жорж Алда, Марек Биенчик, Йовица Ачин и др.

## Награди
През 1996 г. главният редактор на издателството печели Наградата на Съюза на преводачите в България и Центъра за изкуства „Сорос“ за превода на книгата на Мирча Елиаде „Шаманизмът и архаичните техники на екстаза“.

## Инициативи
През 2006 г. издателството успешно реализира проект в областта на превода, в рамките на Програма „Култура 2000“ на Европейския съюз. В периода 2010-2013 г. осъществява проектите „В гората на френските вълшебни приказки“, „Лица на другостта“ и „Другата фантастика“, подпомогнати от Програма „Култура 2007-2013“.
Работна група „Жени в културата“ към издателство СОНМ организира международни прояви, свързани с женското писане, и ръководи поредицата „Женски дискурси“.